# Gnophos bipartitus
Gnophos bipartitus är en fjärilsart som beskrevs av András Vojnits 1975. Gnophos bipartitus ingår i släktet Gnophos och familjen mätare. Inga underarter finns listade i Catalogue of Life.